# أليكس سالاويو
أليكس سالاويو (13 سبتمبر 1926 - 23 مايو 2021) كان فنانًا طليعيًا من بيلاروسيا. كان سالاويو عضوًا في اتحاد الفنانين في جمهورية بيلاروسيا وفنانًا مشرفًا في جمهورية بيلوروسيا الاشتراكية السوفيتية (1982).